# Zeeuwsche Beetwortelsuikerfabriek "Sas van Gent"
De Zeeuwsche Beetwortelsuikerfabriek "Sas van Gent" is een van de twee suikerfabrieken die Sas van Gent rijk is geweest. Deze fabriek lag in de Poelpolder.
Als stichtingsjaar wordt 1872 opgegeven. In 1876 was er een liquidatie, waarna men doorging onder de naam: SA La Sucrerie Zélandaise. In 1882 volgde weer een liquidatie en een doorstart als NV Beetwortelsuikerfabriek Sas van Gent. Toen nam onder anderen Nicolas Malotaux de suikerfabriek over, nadat de vorige eigenaar, de heer Dethiou, in moeilijkheden was gekomen. Ook A.C. Granpré Molière uit Oudenbosch, H.J. Binsfeld. H.B. Jäger en Willem Laane, allen uit Roosendaal, waren bij de overname betrokken.
Malotaux was begin jaren 1850 vanuit Bergen op Zoom naar Frankrijk vertrokken en werkte daar in de suikerindustrie, onder meer als directeur van de Sucreries et Raffineries Valenciennes. In augustus 1871 keerde hij terug naar Bergen op Zoom, mogelijk om zijn zwager C.P. Rogier, die met J.A. Laane en C.A. Daverveldt besturend vennoot was van Laane, Rogier, Daverveldt en Co, bij te staan bij het opstarten van hun fabriek. Rond 1874 vestigde hij zich met zijn gezin in Steenbergen waar hij tot 1882 directeur van Van Loon, De Ram & Co. was. In 1882 verhuisden zij naar Sas van Gent. Hij werd opgevolgd door zijn zoon, Pierre Malotaux (Valenciennes, 28 juni 1863 - Scheveningen, 25 december 1918). Deze was onder meer directeur van de Association HollandoBelge de l'Union Sucrière. Beide heren Malotaux vervulden belangrijke maatschappelijke functies.
Na het overlijden van Pierre Malotaux in 1918 werd de exploitatie overgenomen door de Centrale Suiker Maatschappij. In 1942 namen zij de fabriek over.
Ten gevolge van overproductie op een krimpende markt werd deze fabriek gesloten in 1986. De gebouwen en installaties werden gesloopt en het terrein, tussen de kom van Sas van Gent en de Belgische grens gelegen, werd in 2007 herontwikkeld tot bedrijventerrein De Sasse Poort.